# مؤامرة 20 يوليو
كانت مؤامرة 20 يوليو أو محاولة الاغتيال 20 يوليو 1944 (بالألمانية: Attentat vom 20. Juli 1944) التي وقعت في 20 يوليو عام 1944، محاولة لاغتيال رأس النظام النازي أدولف هتلر حيث حاول كلاوس فون شتاوفنبرغ وغيره من المتآمرين اغتيال أدولف هتلر – قائد ألمانيا النازية – وهو بداخل مقر وكر الذئب الميداني بالقرب من راستنبرغ في بروسيا الشرقية. عُرف هذا الحدث لاحقًا باسم عملية فالكيري.
الهدف الظاهر من تلك المؤامرة هو نزع السيطرة السياسية على ألمانيا وقواتها المسلحة من براثين الحزب النازي (بما في ذلك قوات الإس إس)، وعقد السلام مع الحلفاء الغربيين بأسرع ما يمكن. ما زالت تفاصيل مبادرات السلام التي خطط لها المتآمرون مجهولة، ولكن من المتوقع أنها كانت تشمل مطالب غير واقعية من الحلفاء مثل السماح لألمانيا بالاحتفاظ بالأراضي التي احتلتها أثناء الحرب.
كانت تلك المؤامرة نتاج جهود عدة مجموعات داخل المقاومة الألمانية لمحاولة الإطاحة بالحكومة الألمانية النازية. أدى فشل محاولة الاغتيال ومحاولة القيام بانقلاب عسكري إلى اعتقال أكثر من 7 آلاف شخصًا من قبل الغيستابو، وأعدموا منهم 4,980.

## خلفية
خططت عدة مجموعات لانقلاب داخل الجيش الألماني ومنظمة الاستخبارات العسكرية الألمانية منذ عام 1938. من بين القادة الأوائل لتلك المؤامرات: اللواء هانز أوستر، والجنرال لودفيغ بيك، والمشير إرفين فون فتزليبن. شغل أوستر حينها منصب نائب رئيس مكتب الاستخبارات العسكرية. أما بيك فقد كان رئيس موظفي القيادة العليا للجيوش الألمانية السابق. وبالمثل كان فون فيتزليبن قائد الجيش الألماني الأول السابق، ورئيس أركان قيادة الجيش الألماني في الغرب سابقًا. وسرعان ما تمكن هؤلاء الثلاثة من التواصل مع بعضهم من خلال عدة مدنيين بارزين مثل كارل جويردلر، عمدة مدينة لايبزيغ السابق؛ وهيلموت جيمس فون مولتكه، حفيد أخ مولتكه الأكبر، وهو بدوره بطل في الحرب الفرنسية البروسية.[بحاجة لمصدر]
تبادلت جماعات التآمر العسكري الأفكار مع جماعات المقاومة المدنية والسياسية والفكرية التي شكلت ما يُعرف بدائرة كريساو (التي كانت تجتمع داخل قصر فون مولتكه في كريساو، بولندا) وعدة دوائر سرية أخرى. اعترض مولتكه على فكرة قتل هتلر، واقترح أن يتعرض للمحاكمة بدلًا من ذلك. قال مولتكه: «لسنا سوى هواة ومن المحقق أننا سنخفق في ذلك إذا ما حاولنا». بالإضافة إلى ذلك، رأى مولتكه أن قتل هتلر يُعد ضربًا من النفاق، إذ إن نظام هتلر ومذهب الاشتراكية القومية الذي يتبناه كان يقوم على الظلم والفساد، وهو ما كان يجب أن تتجنبه حركة المقاومة.
طُورت خطط الإطاحة بهتلر ومنعه من إنشاء نظام عالمي جديد في عامي 1938 و1939، ولكنها أُلغيت بسبب حيرة الجنرال فرانز هالدر والمشير فالتر فون براوختش من ناحية، وتقاعس القوى الغربية عن التصدي لعدوان هتلر حتى عام 1939 من ناحية أخرى.
في عام 1942 أُسست مجموعة تآمرية جديدة بقيادة العقيد هينينغ فون تريسكوامر، أحد موظفي المشير فيدور فون بوك، الذي قاد مجموعة الجيوش الوسطى في عملية بارباروسا. جند تريسكوامر عددًا من المتمردين داخل المجموعة بانتظام، ما جعلها المركز العصبي الرئيسي للمقاومة العسكرية. ولكن هيهات لهم أن يصلوا لهدفهم، فقد كان هتلر محاطًا بحراسة مشددة، ولم يستطع أي أحد من المتآمرين أن يقترب منه بمسافة كافية.
رغم ذلك، نجح أوستر وتريسكوامر في بناء شبكة مقاومة فعالة خلال عام 1942. من أهم المجندين لديهم الجنرال فريدريش أولبريشت، رئيس مقر الجيش العمومي في بيندلربلوك في قلب برلين، الذي كان يتحكم في نظام اتصالات مستقل للوحدات الاحتياطية في سائر أنحاء ألمانيا. وبذلك كان أولبريخت ذخرًا قيمًا لمجموعة المقاومة التي أسسها تريكسوامر في محاولتهم للانقلاب على هتلر.
في آخر عام 1942، صاغ تريسكوامر وأولبريخت خطة لاغتيال هتلر والإطاحة بنظامه أثناء زيارة هتلر لمقر مجموعة الجيوش الوسطى في سمولينسك في مارس عام 1943، وذلك عن طريق إخفاء قنبلة في طائرته (عملية سبارك). ولكنهم أخفقوا في تفجير القنبلة. حاول المتآمرون اغتياله مرة ثانية بعدها بأسبوع أثناء زيارته لمعرض أسلحة سوفيتية مأسورة في برلين، ولكنها باءت هي الأخرى بالفشل. ثبطت تلك المحاولات الفاشلة من عزيمة المتآمرين. وفي عام 1943 حاول تريسكوامر أن يجند ضباط الجيش الميدانيين الكبار لمحاولة الاستيلاء على السلطة بلا جدوى، ومن بينهم المشير إريش فون مانشتاين والمشير غيرد فون رونتشتيت. حاول تريسكوامر إقناع رئيس أركان مجموعة الجيوش الوسطى التي المشير غونتر فون كلوغ بالتحرك ضد هتلر، ونجح في أخذ موافقته في بعض الأحيان إلا أنه كان يتوانى عن مطاوعة تريسكوامر في اللحظات الأخيرة. على الرغم من اعتراض الضباط على اقتراحات تريسكوامر، لم يبلغ أحد منهم عن خيانة تريسكوامر وأتباعه إلى الغيستابو أو هتلر.[بحاجة لمصدر]

### الدوافع والأهداف

#### معارضة هتلر والسياسيات النازية
الهدف الرئيس الذي سعى إليه المتآمرون هو نزع السلطة من يد هتلر لأسباب مختلفة. كانت الأغلبية من مجموعة المتآمرين وراء عملية 20 يوليو من المحافظين القوميين – أي أنهم كانوا مثاليين ولكنهم لا يتفقون بالضرورة مع الديمقراطية. وصف مارتن بورشات دوافع هؤلاء المتآمرين بالاحتقار الأرستقراطي، وقال أن معظم المشاركين في تلك المؤامرة من نخبة المجتمع المحافظة الذين اندمجوا مع النظام النازي في ألمانيا ولكنهم خسروا نفوذهم السابق خلال وقت الحرب، ولذلك أرادوا أن يستعيدوه. ورغم ذلك برر الأشخاص المتورطون في المؤامرة معارضتهم لهتلر بناءً على اعتراضهم المبدئي على أفعال النازيين وسياساتهم بشكل عام. فقد ذُعر تريسكوامر من قتل الإس إس للسجناء الروس. وبالمثل قرر شتاوفنبرغ أنه لا بد من الإطاحة بهتلر بعد علمه بقتل الإس إس لسجناء الحرب واليهود. أبدى غويردلر – مستشار الحكومة الذي عُين بعد الانقلاب – معارضته للسياسات المعادية لليهود من البداية. وبعد أن تلاشت آمال المفاوضة وعقد السلام مع الحلفاء، قال تريسكوامر: «علينا أن نحاول اغتياله بأي ثمن كان. حتى وإن أخفقنا في ذلك، لا مفر لنا من التحرك في برلين... يجب على حركة المقاومة الألمانية الآن أن تأخذ بزمام الأمور أمام العالم والتاريخ. لا يوجد ما هو أهم من ذلك».

#### مطالب إقليمية
تعلقت بعض المطالب التي تبناها المتآمرون بقضايا تخص الحلفاء مثل إعادة حدود ألمانيا مع بلجيكا وفرنسا وبولندا لسابق عهدها في عام 1914، والتنازل عن تعويضات الحرب. وبذلك كان المتآمرون يطالبون بعودة ألمانيا لحدود ما قبل عام 1939؛ من غير المرجح أن الحلفاء كانوا سيوافقون على تلك المطالب الهائلة.[بحاجة لرقم الصفحة] وكمثل الجزء الأكبر من حركة المقاومة الألمانية، آمن المخططين لمؤامرة 20 يوليو بفكرة ألمانيا الكبرى، واشترطوا على الحلفاء أن يعترفوا بأحقية ألمانيا بالنمسا، والألزاس واللورين، والسوديت، وعودة الأراضي الألمانية التي تنازلت ألمانيا عنها لبولندا عام 1918، واستعادة بعض المستعمرات الأجنبية. اعتقد هؤلاء المتآمرون بوجوب خضوع أوروبا للسيادة الألمانية.
تضاربت آراء المتآمرين بشأن بولندا. فقد رغب معظمهم في استعادة الحدود الألمانية القديمة (قبل الحرب العالمية الأولى)، بينما وضح آخرون أن تلك المطالب غير واقعية ولا بد من تعديلها. أما البعض الآخر فقد كان يطمع في احتفاظ ألمانيا ببولندا بأكملها مثل فريدريخ-فرنر غراف فون در شولنبرغ.
أما بالنسبة لبولندا التي كانت تحارب بجيشها وحكومتها مع الحلفاء في منفاهم، فقد أدت مطالب المتآمرين الإقليمية ومعتقداتهم القومية التقليدية إلى فقدان مصداقيتهم لدى بولندا. ولم يجد البولنديين أي اختلاف بينهم وبين سياسات هتلر العنصرية. علق شتاوفنبرغ (بصفته أحد قادة المقاومة الألمانية) على البولنديين وبولندا قبل خمسة أعوام من انقلاب النازيين عام 1939 أثناء غزو بولندا قائلًا: «من المحتم علينا أن نبدأ في استعمار بولندا بشكل ممنهج. لكني لا أشك في أن ذلك سيحدث».

## اقرأ أيضاً
- مقاومة ألمانية للنازية

## وصلات خارجية
- Grafik – Lagebesprechung Wolfsschanze, 20. Juli 1944